# Jeremias Fliedl
Jeremias Fliedl (* 29. Oktober 1999 in Klagenfurt) ist ein österreichischer Cellist.

## Leben
Jeremias Fliedl entstammt einer künstlerisch-musikalischen Familie und begann im Alter von sechs Jahren mit dem Cellospiel. Seinen ersten Unterricht erhielt er von Igor Mitrovic an der Gustav Mahler Privatuniversität für Musik (ehemals Kärntner Landeskonservatorium), ehe er im Alter von 14 Jahren als letzter Student in die Klasse von Heinrich Schiff an der Universität für Musik und darstellende Kunst Wien aufgenommen wurde. Nach Schiffs Tod wechselte Jeremias Fliedl 2017 in die Klasse von Clemens Hagen am Pre-College der Universität Mozarteum Salzburg und maturierte parallel dazu im Juni 2018 am Musikgymnasium Klagenfurt-Viktring. Nach der Matura begann er sein Bachelorstudium bei Clemens Hagen an der Universität Mozarteum Salzburg, das er 2022 erfolgreich beendete. Anschließend folgte ein Masterstudium bei Julian Steckel an der Hochschule für Musik und Theater München, das er 2024 abschloss. Ferner erhielt er Unterricht von Michael Sanderling und Daniel Müller-Schott.
Er trat u. a. bei den Salzburger Festspielen, der Mozartwoche Salzburg, der Schubertiade Hohenems, dem Carinthischen Sommer, dem Südtirol Festival Meran, Classix Kempten, den Musiktagen Mondsee, dem Vevey Spring Classic Festival, dem Internationalen Kammermusikfestival Utrecht, dem Grachtenfestival Amsterdam, dem Lake District Summer Music Festival, den Salzkammergut Festwochen Gmunden und dem Festival Sankt Gallen auf. Er gab Konzerte u. a. im Wiener Musikverein, im Wiener Konzerthaus, im Palais des Beaux-Arts de Bruxelles, im Konzerthaus Dortmund und in der Laeiszhalle Hamburg.
Als Solist konzertierte er mit Orchestern wie den Brüsseler Philharmonikern, dem Orchestre Royal de Chambre de Wallonie, dem Württembergischen Kammerorchester Heilbronn, dem Münchener Kammerorchester, den Salzburger Orchester Solisten, den Zagreber Solisten, dem Zagreb Chamber Orchestra, der Beethoven Philharmonie, dem Matrix Orchestra u. v. m. und arbeitete mit Dirigenten wie Tibor Bogányi, Wolfgang Czeipek, Stéphane Denève, Michele Gamba, Martin Haselböck, Vladimir Kiradjiev, Vahan Mardirossian, Manuel Nawri, Thomas Rösner, Case Scaglione und Emmanuel Tjeknavorian.
Zu seinen Kammermusikpartnern zählen Petrit Çeku, Veronika Eberle, Ariane Haering, Ziyu He, Maximilian Kromer, Gerhard Marschner, Callum McLachlan, Nikola Meeuwsen, Nils Mönkemeyer, Daniel Müller-Schott, Benedict Mitterbauer, Julian Rachlin, Timothy Ridout, Benjamin Schmid, Matthias Schorn, das Simply Quartet, Emmanuel Tjeknavorian, Kiron Atom Tellian, Dimitry Udovichenko und Dominik Wagner.
2024 erschien sein Debüt-Album Transformation, das bei der Fachwelt großen Anklang fand: "ein prächtiges Fest von Cello-Timbres" (BBC Music Magazine), „fulminant“ (Die Presse), „technisch brillant und mit erstaunlicher musikalischer Reife“ (Concerti), „beseelte Expressivität, herrliches Legato“ (Klassik Heute). Das Album wurde mit dem Württembergischen Kammerorchester Heilbronn unter Emmanuel Tjeknavorian aufgenommen und erschien beim Label Berlin Classics.
Seit 2022 spielt Jeremias Fliedl ein Violoncello von Antonio Stradivari aus dem Jahr 1693 ("ex Gendron, Lord Speyer"), das ihm privat zur Verfügung gestellt wird.

## Preise, Förderungen und Auszeichnungen (Auswahl)
- 2010: Antonio Janigro Wettbewerb: 1. Preis und Spezialpreis[20]
- 2012 & 2014: Internationaler Violoncello Wettbewerb Liezen: 1. Preis[21]
- 2014: Internationaler Musikwettbewerb "Svirél": 1. Preis[21]
- 2016: Preisträger bei Musica Juventutis im Wiener Konzerthaus[22]
- 2023–2024: Arist in Residence der Beethoven Philharmonie[21]
- 2022: Preisträger beim Königin-Elisabeth-Wettbwerb[1]
- 2024: Stipendiat der Orpheum Stiftung zur Förderung junger Solisten
- 2025–2026: Stipendiat beim Förderprogramm "The New Austrian Sound of Music" des BMEIA[23]